# Кранах, Ганс
Ганс Кранах (нем. Hans Cranach; 1513[…], Виттенберг — 9 октября 1537, Болонья) — немецкий рисовальщик, живописец и гравёр, эпохи Северного Возрождения и маньеризма. Старший сын, ученик и помощник Лукаса Кранаха Старшего, брат Лукаса Кранаха Младшего.

## Биография
О короткой жизни Ганса Кранаха известно немного. Он начинал работать в раннем возрасте в мастерской отца в Виттенберге. Вероятно, он начал создавать собственные произведения в 1527 году, но они в то время были мало отличимы от работ отца. Около 1537 года Ганс Кранах отправился в Италию, но в том же году умер в Болонье. Длинная поэма, написанная по случаю его смерти (In immaturus obitum Johannis Lucas F. Cranachii), написанная Иоганном Штигелем, восхваляет его как талантливого и плодовитого художника. Даже если это преувеличение, Ганс, должно быть, играл важную роль в мастерской Кранаха Старшего.
Отправной точкой реконструкции вклада сына служат две единственные картины 1534 и 1537 годов, которые можно определенно приписать ему на основании подписи «HC», а также альбома для зарисовок, которым он, по всей видимости, пользовался в Италии. С точки зрения живописной манеры и стиля между произведения отца и сына нет существенных различий. По чувству формы сын, вероятно, несколько уступал Кранаху Старшему, а рисунок кажется несколько мягче, но те немногие работы, которые ему приписывают, не позволяют вынести окончательного суждения. В первом (и единственном сохранившемся) томе своих «Исследований о Кранахе» 1900 года Эдуард Флехсиг приписал Гансу Кранаху многочисленные работы из мастерской Кранахов, однако позднее эти атрибуции были опровергнуты.
Примечательно, что в 1537 году, возможно, со смертью Ганса, сигнатура мастерской Кранаха также несколько изменилась. Ранее круто поднятые крылья змеи стали более вытянутыми и, таким образом, расположены более горизонтально. Вероятно, это также означало, что отныне его младший брат, Лукас Кранах Младший, возьмёт на себя роль ближайшего соратника отцa.

## Галерея

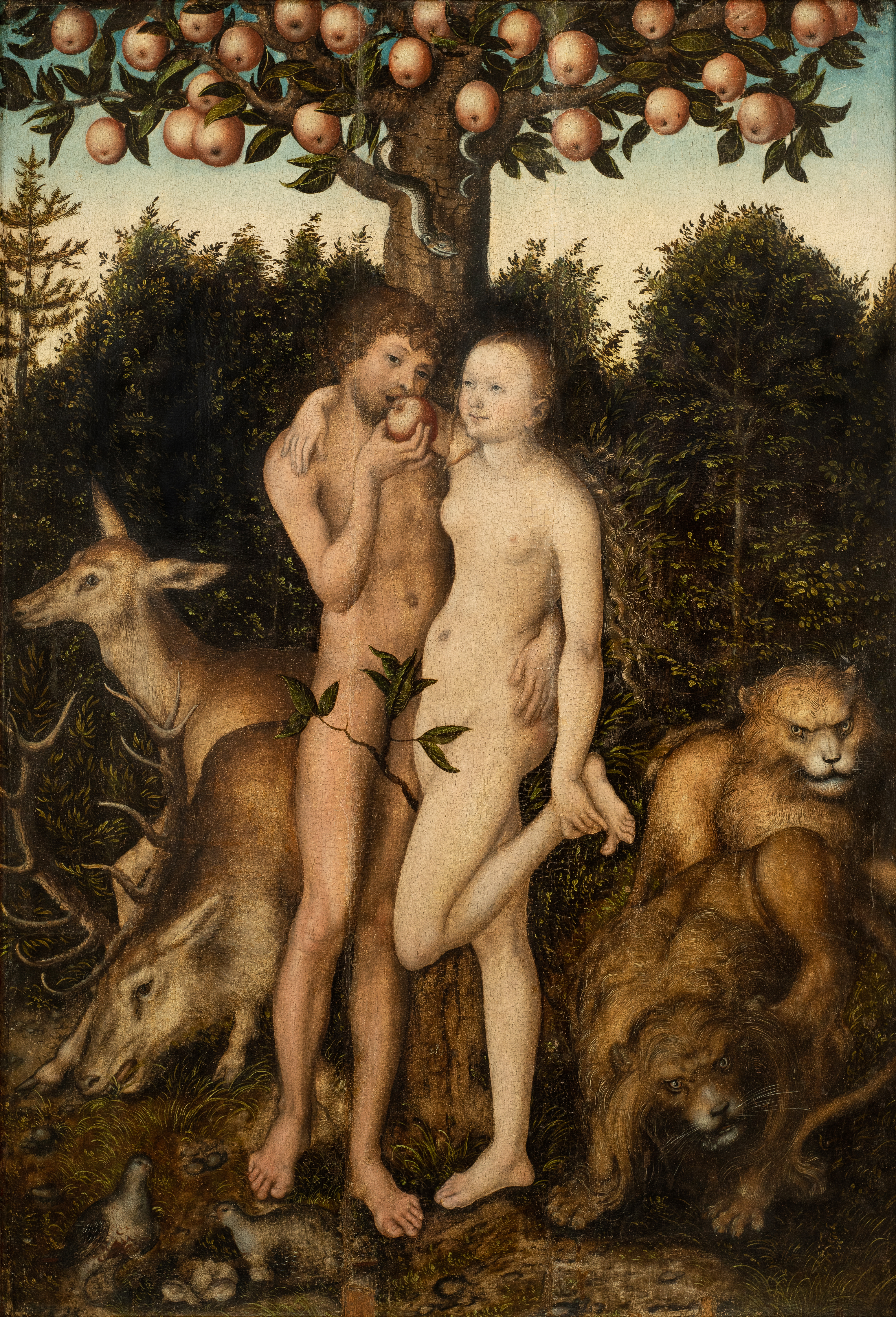
Адам и Ева. Ок. 1527. Дерево, масло. Музей Эстергётланда, Швеция
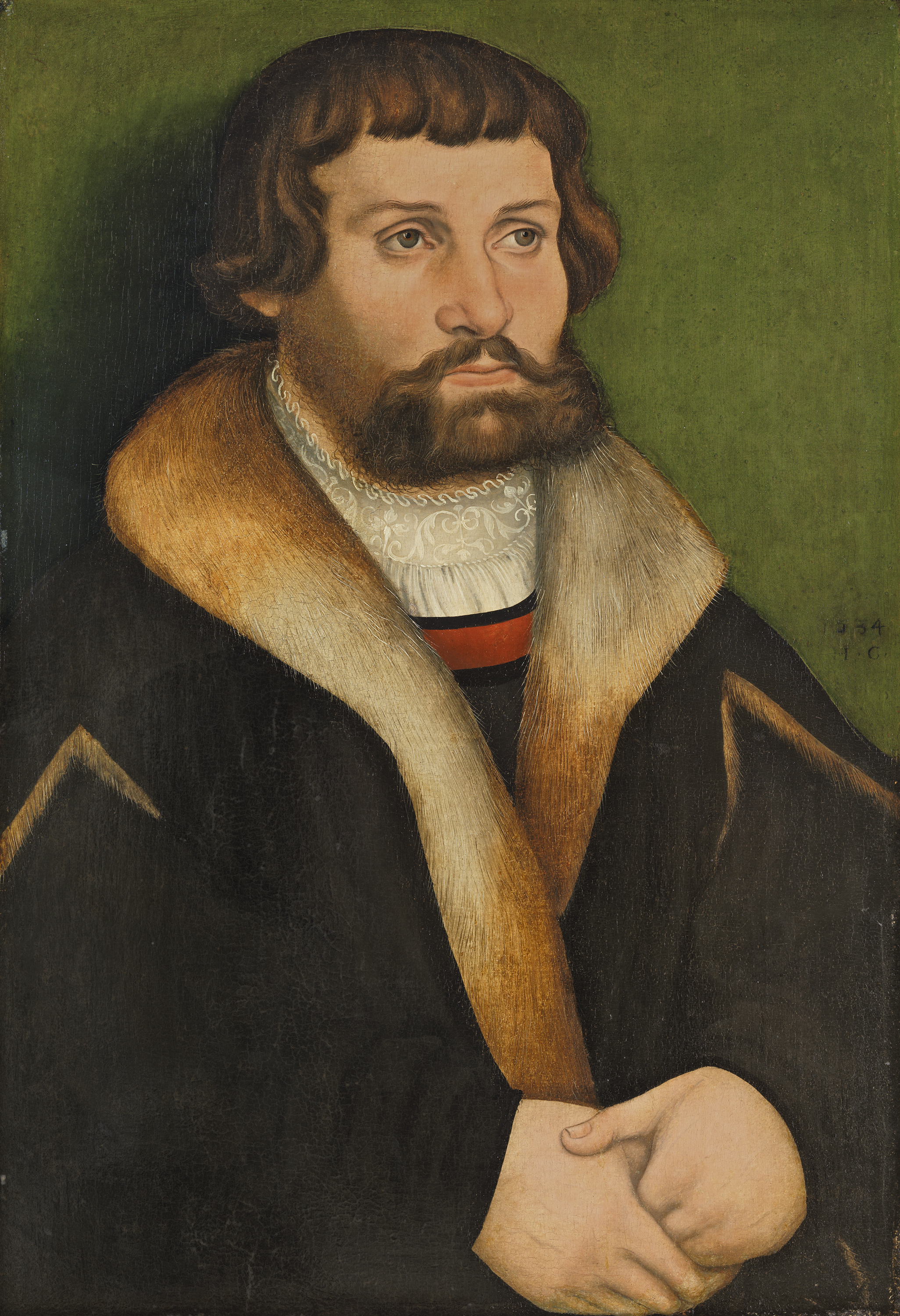
Портрет бородатого мужчины. 1534. Дерево, масло. Музей Тиссена-Борнемисы, Мадрид
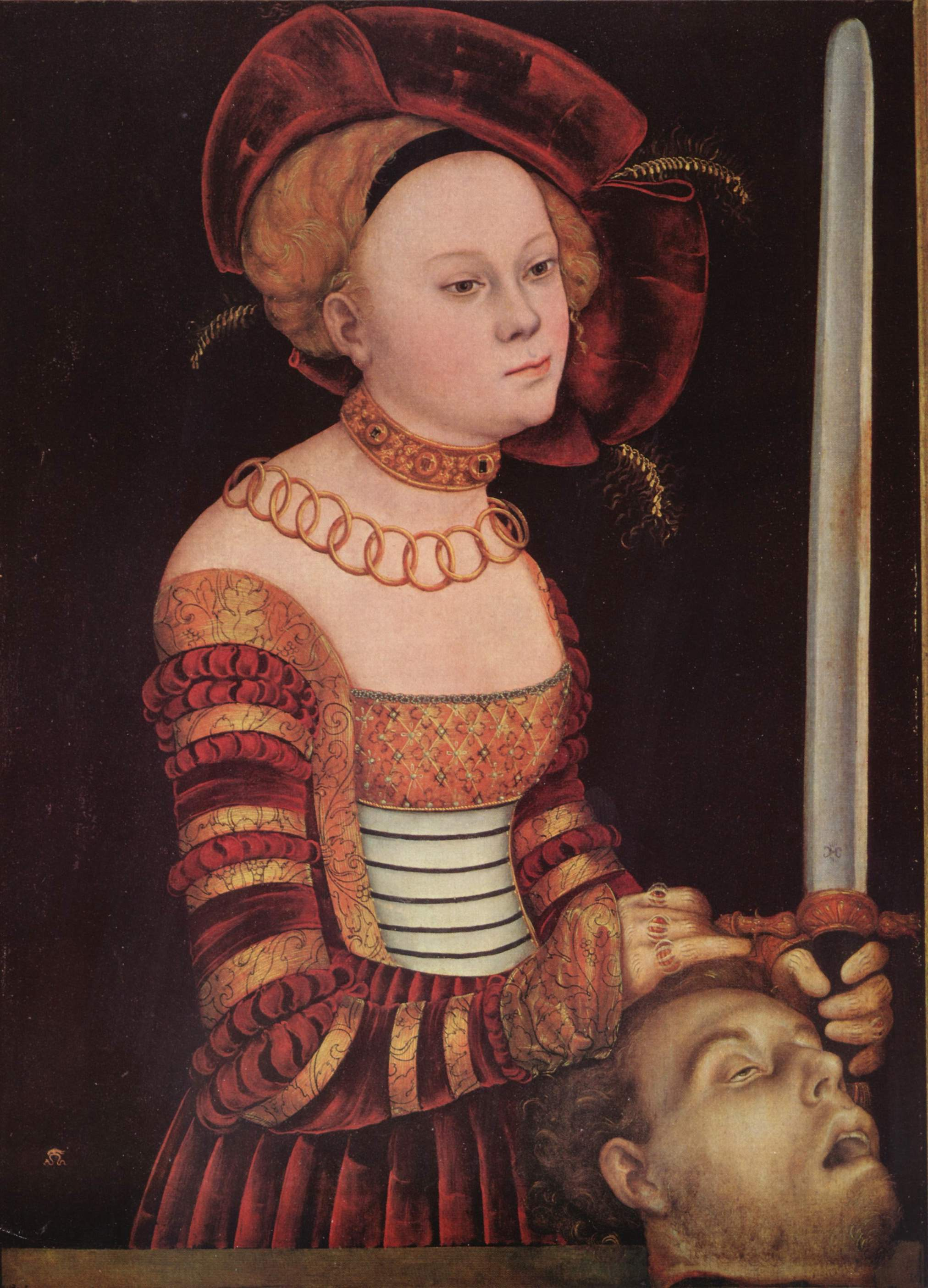
Портрет дамы саксонского двора в образе Юдифи с головой Олоферна (?). Между 1537 и 1540. Дерево, масло. Музей изобразительных искусств, Сан-Франциско, США
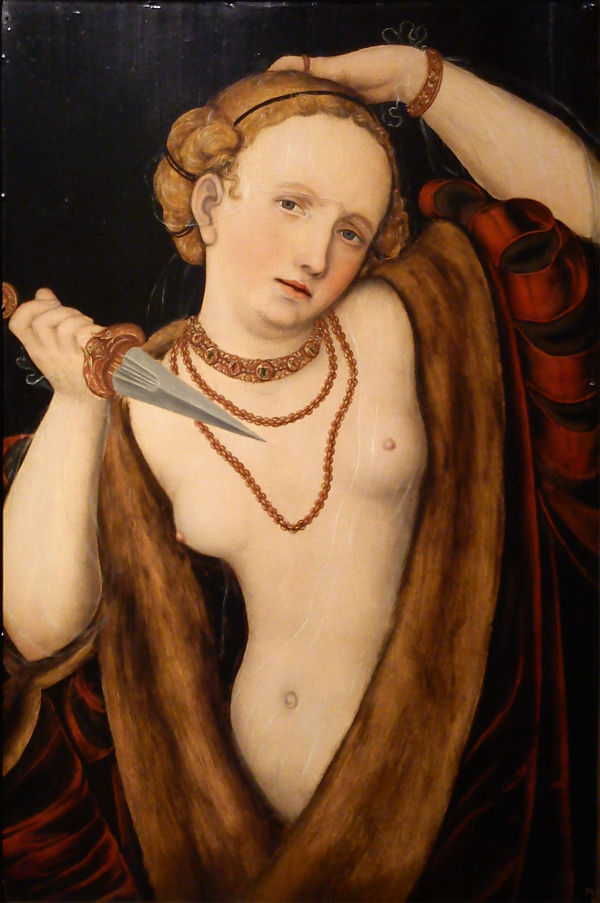
Самоубийство Лукреции. Ок. 1540. Дерево, масло. Замок Эггенберг, Грац, Австрия
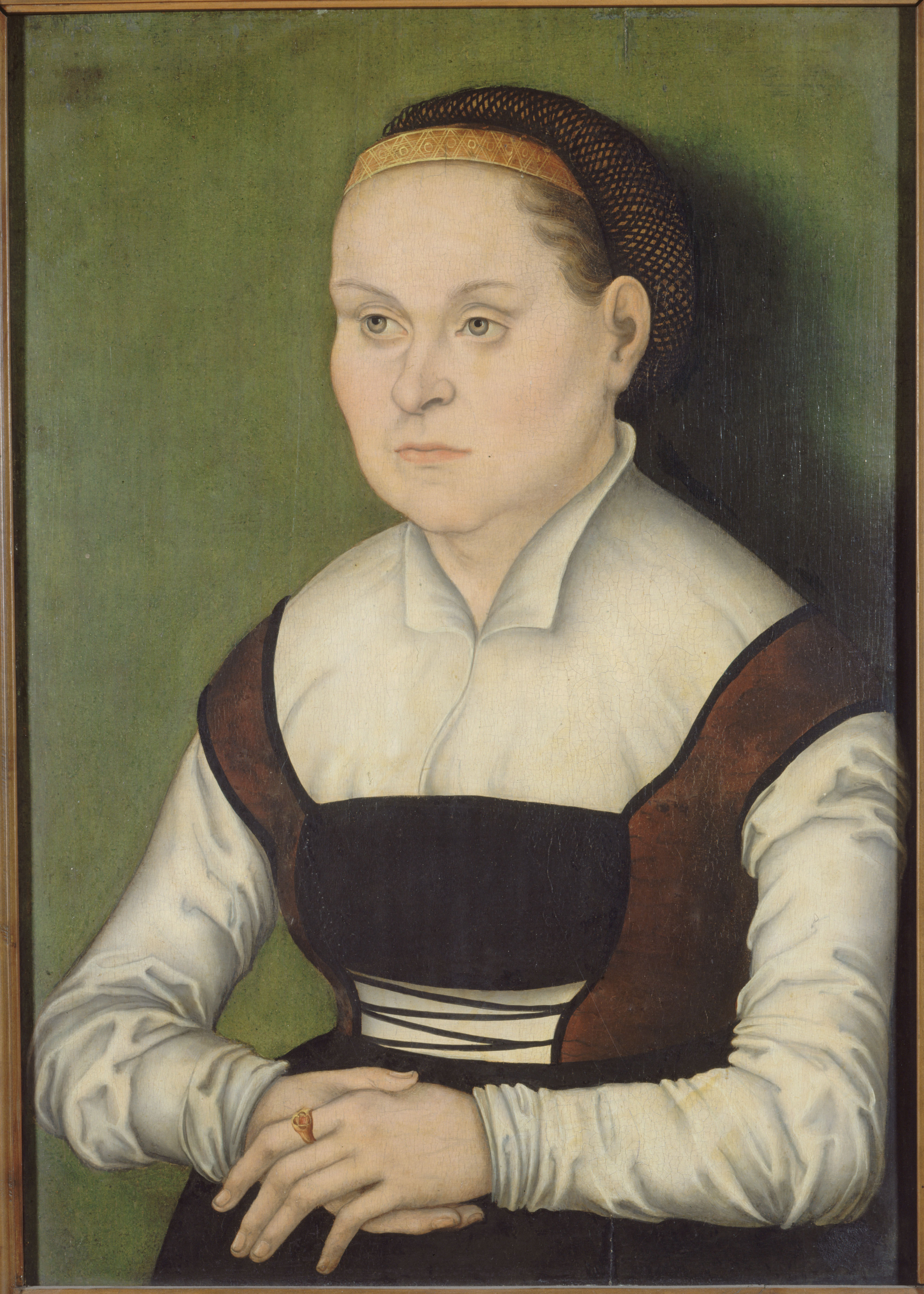
Портрет женщины. Между 1514 и 1537. Дерево, масло. Музей изящных искусств города Парижа